# UVX

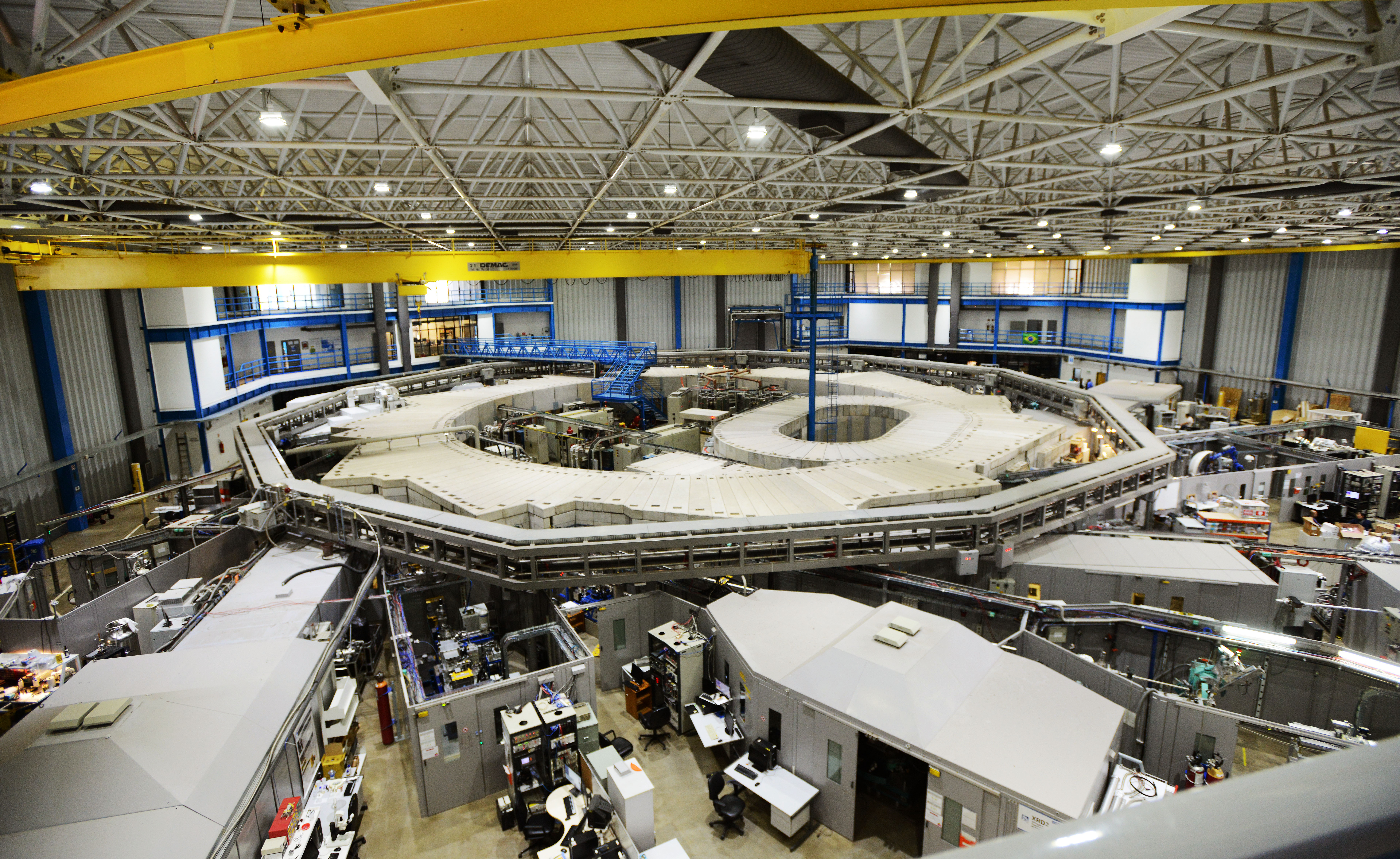
Acelerador de partículas UVX

O UVX foi o primeiro acelerador de partículas operacional do Brasil e a primeira fonte de luz síncrotron do Hemisfério Sul, localizado em Campinas no Laboratório Nacional de Luz Síncrotron (LNLS). Foi discutido primeiramente em 1985, por iniciativa dos físicos Ricardo Lago e Ricardo Rodrigues, e sua construção começou em 1987.
Foi inaugurado em 1997 com a presença do então Presidente do Brasil Fernando Henrique Cardoso, O custo inicial do LNLS à época foi de 70 milhões de dólares, o que representa um terço do gasto de instalações semelhantes ao redor do mundo. Era um equipamento único em toda a América Latina e raro no mundo inteiro, disponível para pesquisadores do Brasil e do exterior. Foi desativado em 2 de agosto de 2019, quando as primeiras linhas de luz do Sirius começaram a operar e suplantaram sua aplicação.

## Linhas de luz
A fonte de luz UVX permitia experimentos de microscopia nas faixas do infravermelho ao ultravioleta e raios-X, e chegava a energias de 1,37 GeV. Seu sistema de injeção incluía um acelerador linear de 120 MeV e um Síncroton Injetor de 500 MeV. O sistema operava em modo de decaimento. A maior parte das linhas de luz era baseada em ímãs-dipolos.
| Sigla | Técnica                                              |
| ----- | ---------------------------------------------------- |
| MX2   | Cristalografia de Macromoléculas                     |
| PGM   | Espectroscopia com raios-X                           |
| SAXS1 | Espalhamento de Raios-X de baixo ângulo              |
| SXS   | Espectroscopia de Fotoelétrons e absorção de raios-x |
| SGM   | Espectroscopia eletrônica de superfície              |
| SAXS2 | Espalhamento de Raios-X de baixo ângulo              |
| TGM   | Espectroscopia no Ultravioleta                       |
| XAFS1 | Absorção de raios-X                                  |
| XAFS2 | Absorção de raios-X                                  |
| XRD1  | Difração de raios-X                                  |
| XRD2  | Difração de raios-X                                  |
| XPD   | Difração de raios-X em Policristais                  |
| XDS   | Difração e espectroscopia de raios-X duros           |
| XRF   | Microscopia de Fluorescência de raios-X              |
| DXAS  | Dispersão e absorção de raios-X                      |
| IMX   | Microtomografia por raios-X                          |
| IR1   | Nanoespectroscopia de infravermelho                  |